# The Ringer
Pour plus de détails, voir Fiche technique et Distribution.
The Ringer est un film de Barry W. Blaustein, sorti en 2005. Il est distribué par la Twentieth Century Fox.

## Synopsis
Steve Barker est un pauvre gars malchanceux. Après une promotion, il est chargé de licencier Stavi, un collègue de travail, mais n'y arrivant pas, il décide de l'embaucher lui-même. Lors des premiers jours, Stavi se coupe deux doigts. Steve n'a pas encore d'assurance pour Stavi et n'ose pas le lui avouer. Pour payer son opération, il doit trouver de l'argent. Il demande alors conseil à son oncle Gary, endetté jusqu'au cou. Ce dernier lui propose de se faire passer pour un déficient intellectuel aux Jeux olympiques spéciaux et de battre à plate couture le champion en titre de pentathlon. D'autres ennuis débutent alors. Steve va rapidement se faire repérer par quelques concurrents mais va tout de même continuer car il ne veut pas décevoir Lynn, une bénévole dont il est tombé amoureux.

## Fiche technique
- Titre : The Ringer
- Réalisation : Barry W. Blaustein
- Scénario : Ricky Blitt
- Musique : Mark Mothersbaugh
- Photographie : Mark Irwin
- Montage : George Folsey Jr.
- Production : Bobby Farrelly, Peter Farrelly, John Jacobs et Bradley Thomas
- Société de production : Conundrum Entertainment et Major Studio Partners
- Société de distribution : 20th Century Fox (France) et Searchlight Pictures (États-Unis)
- Pays :  États-Unis
- Genre : Comédie
- Durée : 94 minutes
- Dates de sortie : 
  -  États-Unis : 23 décembre 2005
  -  France : 26 juillet 2006

## Distribution
- Johnny Knoxville (VF : Philippe Valmont) : Steve Barker
- Brian Cox : Gary Barker
- Katherine Heigl (VF : Charlotte Marin) : Lynn Sheridan
- Jed Rees : Glen
- Bill Chott : Thomas
- Edward Barbanell : Billy
- Geoffrey Arend : Winston
- John Taylor : Rudy
- Luis Avalos : Stavi
- Leonard Flowers : Jimmy
- Mike Cerrone : Paulie
- Terry Funk : Frankie
- Janna Ambort : Karen
- Bo Kane : Matt